# Macrocondyla lugubris
Macrocondyla lugubris är en tvåvingeart som beskrevs av Camillo Rondani 1863. Macrocondyla lugubris ingår i släktet Macrocondyla och familjen svävflugor. Inga underarter finns listade i Catalogue of Life.